# Valentina Costa Biondi
Valentina Costa Biondi (3 de setembro de 1995) é uma jogadora de hóquei sobre a grama argentina, medalhista olímpica.

## Carreira
Biondi integrou a Seleção Argentina de Hóquei sobre a grama feminino nos Jogos Olímpicos de Verão de 2020 em Tóquio, quando conquistou a medalha de prata após confronto contra a equipe holandesa na final da competição.